# Ambarita
Ambarita is een bestuurslaag in het regentschap Samosir van de provincie Noord-Sumatra, Indonesië. Ambarita telt 2198 inwoners (volkstelling 2010).